# Ron-Robert Zieler
Ron-Robert Zieler (* 12. Februar 1989 in Köln) ist ein deutscher Fußballtorhüter, der beim 1. FC Köln unter Vertrag steht. Bei der Weltmeisterschaft 2014 in Brasilien wurde er als zweiter Ersatztorhüter mit der Nationalmannschaft Weltmeister.

## Leben
Ron-Robert Zieler ist der Sohn des Nachwuchstrainers Raimunt Zieler (1. FC Köln U17, Viktoria Köln U17). Er war Schüler des Städtischen Hölderlin-Gymnasiums in Köln-Mülheim und erwarb in Köln die Mittlere Reife. Zieler ist seit dem 16. Juni 2018 mit Anna Alexandra verheiratet.

## Karriere in Vereinen

### Jugend
Zieler war zunächst Feldspieler in den Jugendmannschaften des SCB Preußen Köln. Als Torwart wurde er eingesetzt, als keine Alternativen für diese Position verfügbar waren. Bei einem Hallenturnier wurde der 1. FC Köln auf Zieler aufmerksam und holte ihn in seine Jugendabteilung. Dort spielte er sechs Jahre. In der Folgezeit wurde er in die Mittelrheinauswahl berufen.

### Manchester United
Am 1. Juli 2005, im Alter von 16 Jahren, unterschrieb er bei Manchester United einen Vertrag als professioneller Fußballspieler. Er bestritt sein Debüt für die Reservemannschaft am 15. März 2007 bei der 0:3-Heimniederlage gegen Sheffield United. In der Folgesaison wechselte sich Zieler im Tor mit Tom Heaton ab. Für die Spielzeit 2008/09 rückte er  in den Profikader des Vereins auf. Beim League-Cup-Spiel am 23. September 2008 wurde er erstmals für den Spieltagskader berufen, wurde aber nicht eingesetzt.
Am 28. November 2008 entschieden die United-Verantwortlichen, Zieler an den Drittligisten Northampton Town zu verleihen. Dort sollte er als zweiter Torwart hinter Chris Dunn agieren, bis Frank Fielding von einem Leihgeschäft zurückkehren würde. Die Leihe dauerte bis zum 25. Februar 2009.
Sein Debüt im Profifußball gab Zieler am 21. Februar 2009 im Spiel gegen den FC Walsall. Nach seiner Rückkehr zu Manchester United etablierte sich der Torhüter im Reserveteam. Bei einem Zusammenprall in einem Ligaspiel verletzte er sich, fiel länger aus und wurde nach seiner Genesung nur noch selten eingesetzt.

### Hannover 96

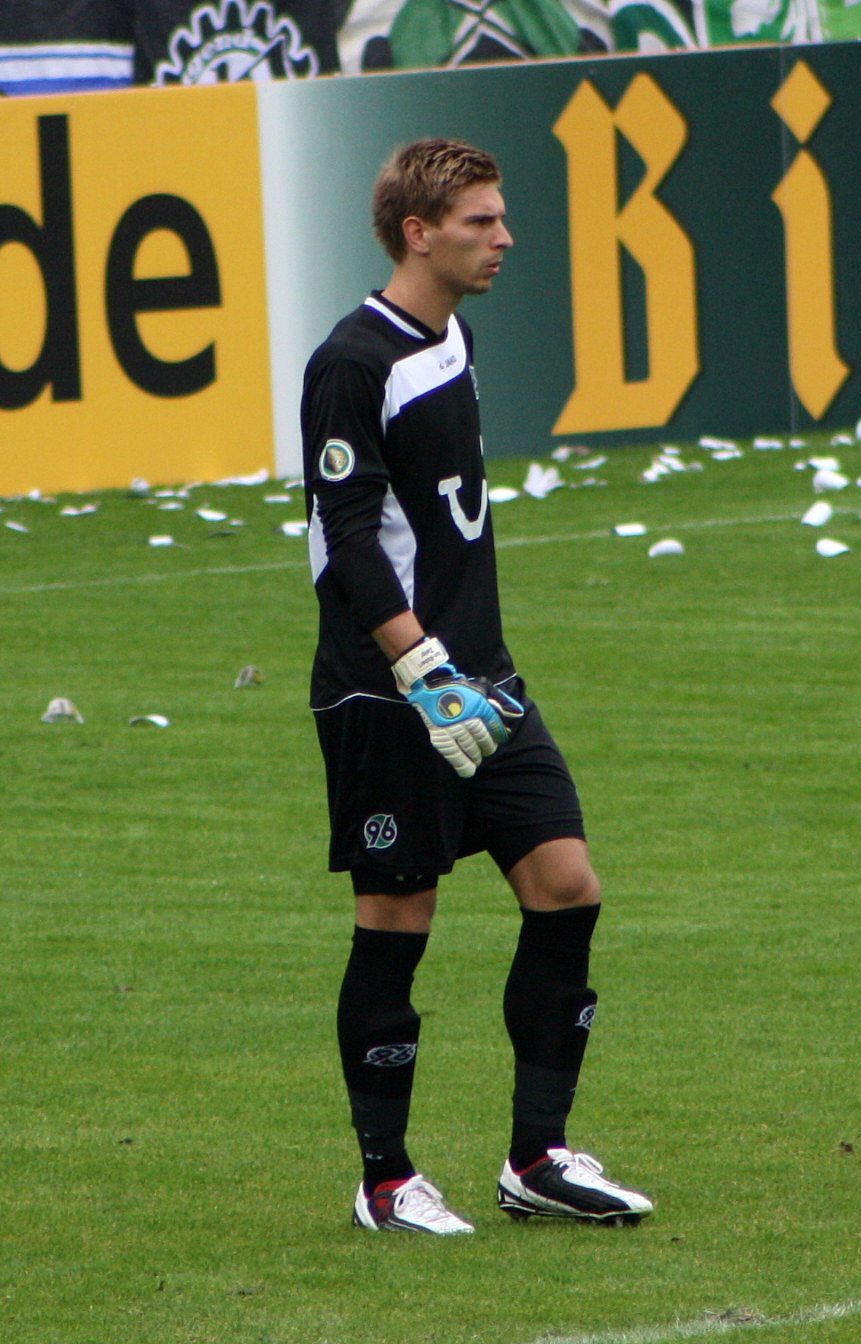
Zieler im Trikot von Hannover 96 (2011)

Zur Saison 2010/11 wechselte Zieler ablösefrei zu Hannover 96. Sein Debüt für die zweite Mannschaft der 96er absolvierte er am 6. August 2010 (1. Spieltag) bei der 0:1-Niederlage im Auswärtsspiel gegen den SV Wilhelmshaven.
Zu seinem ersten Einsatz in der Profimannschaft von Hannover 96 in der Bundesliga kam Zieler am 16. Januar 2011 (18. Spieltag) beim 3:0-Sieg im Auswärtsspiel gegen Eintracht Frankfurt. Der Trainer Mirko Slomka bot ihn für den bisherigen Stammtorhüter Florian Fromlowitz auf. Mit Ausnahme einer zweiwöchigen Verletzungspause wurde Zieler während der gesamten Rückrunde aufgestellt sowie in den folgenden fünf Bundesliga-Spielzeiten. Nach Ende der Saison 2010/11 wurde er vom Fußballmagazin Kicker zum viertbesten Torwart der Liga gewählt. Sein 100. Bundesliga-Spiel für Hannover 96 absolvierte er am 21. Dezember 2013 bei der 1:2-Niederlage im Auswärtsspiel gegen den SC Freiburg. Am 1. November 2015, beim Ligaspiel gegen den Hamburger SV (2:1), bestritt Zieler seine 153. Erstligapartie in Folge für Hannover 96 und stellte den Vereinsrekord, der bis dahin von Hans-Josef Hellingrath gehalten worden war, ein.
Er war ab der Saison 2015/16 stellvertretender Mannschaftskapitän von Hannover 96 hinter Christian Schulz. Sein Vertrag lief bis zum 30. Juni 2017.
Als im April 2016 der Abstieg von Hannover 96 feststand, kündigte Zieler seinen Abschied vom Verein an.

### Leicester City
Ende Mai 2016 nutzte er eine Ausstiegsklausel in seinem Vertrag mit Hannover 96 und führte Vertragsgespräche mit dem englischen Meister Leicester City. Er wurde Anfang Juni 2016 von Leicester City verpflichtet und erhielt einen bis 2020 laufenden Vertrag. Am 27. August wurde er im Ligaspiel gegen Swansea City eingewechselt, als sich Stammtorhüter Kasper Schmeichel während des Spiels verletzt hatte.

### VfB Stuttgart
Am 11. Juli 2017 wechselte Zieler zum VfB Stuttgart und unterzeichnete einen bis Juni 2020 laufenden Vertrag als Nachfolger von Mitchell Langerak, der den Verein verlassen hatte. Zieler absolvierte alle Saisonspiele, erreichte mit der Mannschaft das Achtelfinale im DFB-Pokal und wurde mit ihr in der Liga Achter; lediglich Manuel Neuer vom Meister Bayern München hatte noch weniger Gegentore kassiert. Auch in der Saison 2018/19 verpasste der Keeper keine Spielminute, musste aber im Schnitt zweimal pro Partie hinter sich greifen und stieg nach der erfolglosen Abstiegsrelegation mit dem VfB in die 2. Bundesliga ab.

### Rückkehr nach Hannover
Zur Saison 2019/20 kehrte Zieler zu Hannover 96 zurück. Er unterschrieb beim Mitabsteiger der Vorsaison einen Vertrag mit einer Laufzeit bis zum 30. Juni 2023 und verdrängte Stammkeeper Michael Esser, der daraufhin zur TSG 1899 Hoffenheim wechselte. Der Torwart verpasste lediglich drei Pflichtspiele, konnte jedoch seine Gegentorquote nicht verbessern und scheiterte mit Hannover als Tabellensechster am direkten Wiederaufstieg. In der darauffolgenden Sommerpause wurde Esser nach Hannover zurückgeholt und bekam von Geschäftsführer Martin Kind die Garantie ausgesprochen, wieder die Nummer 1 zu sein. Zieler hätte laut Kind jedoch „gar nicht erst verpflichtet werden dürfen“ und habe in „Hannover keine Chance mehr“ auf einen Stammplatz. Auch der Cheftrainer Kenan Koçak sowie der Sportchef Gerhard Zuber, die dem Torhüter den Verlust vieler wichtiger Punkte zuschrieben, teilten diese Ansicht.
Zur Saison 2020/21 wechselte Zieler schließlich für ein Jahr auf Leihbasis in seine Geburtsstadt zum 1. FC Köln, bei dem er unter anderem ausgebildet worden war.
Nach seiner Rückkehr nach Hannover wurde er in der Folgesaison 2021/22 wieder Stammtorhüter bei den 96ern und war es in der Saison 2022/23 erneut, ebenso 2023/24. Auch in der Saison 2024/25 war er Stammtorhüter und spielte seine 12. Saison bei Hannover 96.

### Rückkehr nach Köln
Zur Saison 2025/26 wechselte Zieler wieder zu seinem Jugendverein, dem Bundesligisten 1. FC Köln, wo er einen Vertrag mit zwei Jahren Laufzeit unterschrieb.

## Karriere in der Nationalmannschaft

### Jugend
Zieler durchlief ab 2004 beginnend die Altersklassen U-16 bis U-20. Er gehörte dem Kader der U-19-Nationalmannschaft an, die während der Europameisterschaft 2008 in Tschechien das Endspiel erreichte und die Auswahl Italiens mit 3:1 besiegen konnte. 2009 nahm er mit der U-20-Nationalmannschaft an der Junioren-Weltmeisterschaft in Ägypten teil und erreichte mit dem Team als Stammkeeper das Viertelfinale.

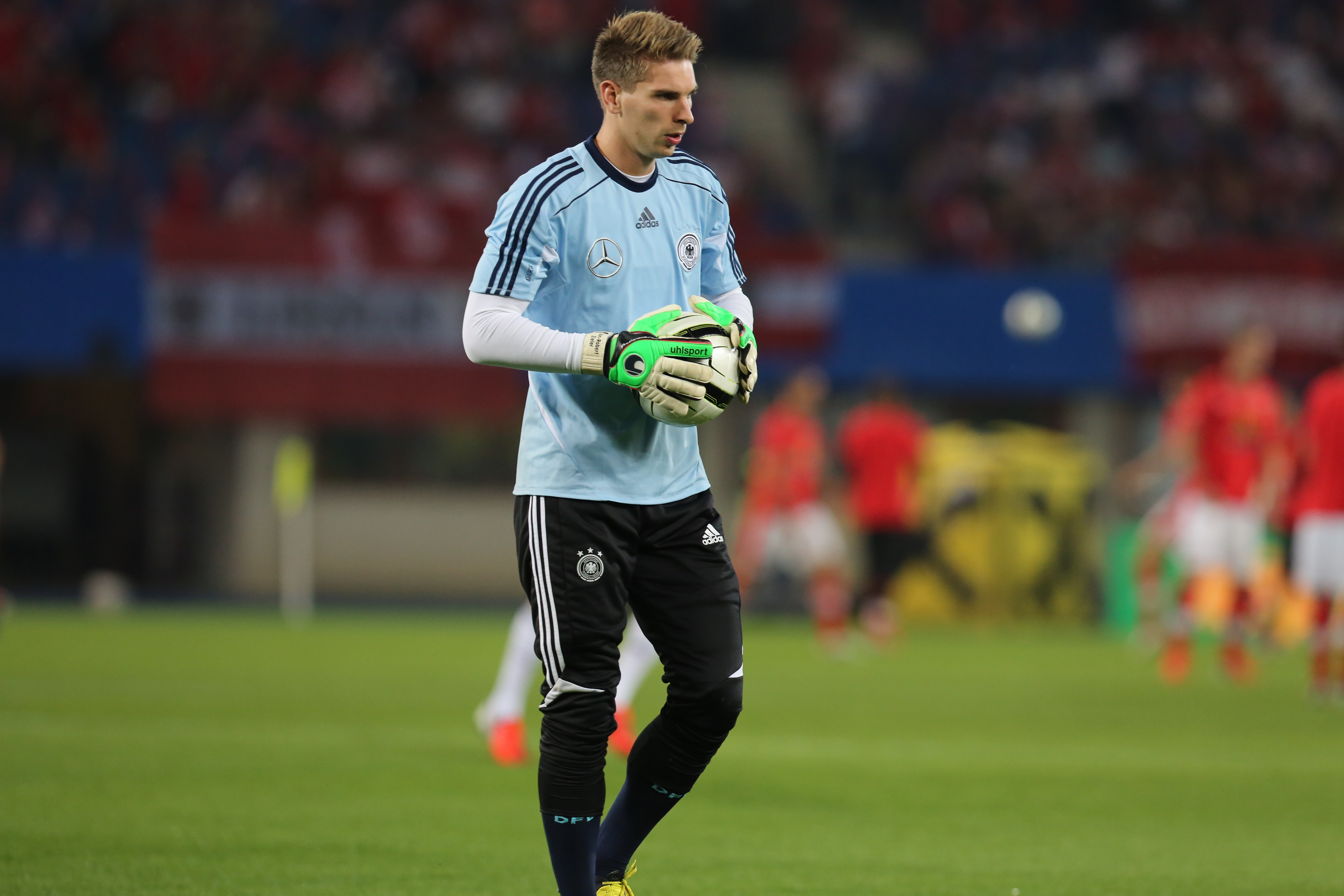
Zieler vor dem WM-Qualifikationsspiel gegen Österreich am 11. September 2012

### A-Nationalmannschaft
Am 19. August 2011 wurde er das erste Mal in den Kader der A-Nationalmannschaft berufen. Am 11. November 2011 kam er in Kiew beim 3:3 gegen die Ukraine zu seinem ersten Länderspiel. In der ersten Halbzeit musste er drei Gegentore hinnehmen, wurde aber für seine Leistungen unter anderem auch vom Bundestrainer gelobt. An der Europameisterschaft 2012 nahm er als Ersatztorwart im deutschen Aufgebot teil.
In seinem zweiten Spiel für die A-Nationalmannschaft, im Test-Länderspiel gegen Argentinien am 15. August 2012, wurde er nach 30 Minuten mit der Roten Karte nach einer Notbremse des Feldes verwiesen – als erster Torwart der A-Nationalmannschaft des DFB überhaupt.
Zieler wurde in den Kader zur Weltmeisterschaft 2014 nominiert und wurde mit der Mannschaft Weltmeister, blieb allerdings neben dem ersten Ersatztorhüter Roman Weidenfeller und drei Feldspielern ohne Einsatz.
Sein sechstes und bisher letztes Länderspiel bestritt er am 10. Juni 2015 gegen die USA.

## Titel
- Weltmeister: 2014 (ohne Einsatz)
- U19-Europameister: 2008